# Makedonsko pitanje
Makedonsko pitanje predstavlja jedan od predmeta spora Balkanskog poluotoka, a ogleda se u teritorijalnim pretenzijama susjednih država na Makedoniju i pitanju o postojanju (odnosno nepostojanju) makedonskog naroda, a samim tim i jezika. Srbi, Bugari i Grci, svatko iz svojih razloga, zastupaju tezu o nepostojanju makedonskog naroda i jezika.
Narod koji danas naseljava prostore Sjeverne Makedonije jest slavenskog podrijetla, ali je njegova etnička pripadnost i danas predmet sporenja. Sami se stanovnici većinom nazivaju i smatraju Makedoncima, a svoj jezik makedonskim jezikom.

## Uvod
Povijest Makedonije obiluje brojnim širokim usporednicama sa širom poviješću »južnih krajeva«. Beograd je žudio za »Južnom Srbijom« (Makedonijom) isto toliko koliko i za dostupnijom Starom Srbijom, i iz mnogih istovjetnih povijesnih razloga. Sami su Makedonci pak često bili nesigurni kamo pripadaju i, otprilike kao Crnogorci, u početku nisu zabacivali ni jedan od svojih geneoloških priključaka. Makedonski preporoditelj Dimitar Miladinov, koji se u početku dopisivao na grčkom, tvrdio je da je srpski car Stjepan Dušan predak Slaveno-Bugara, a njihov je jezik nazivao isključivo bugarskim. Srbijanska politika u vezi s Makedonijom bila je slična onoj politici koju je Srbija vodila prema Kosovu (zabrana bugarskih škola i jezika, zemljišna reforma na štetu lokalnoga pučanstva, srpska kolonizacija). Upravo kao i Kosovo, i Makedonija se obilno javljala u nacionalnom pamćenju Srba. U Skoplju se, na svetosavski Uskrs 1346., Stjepan Dušan okrunio kao »Hrista Boga blagoverni car Srba i Grka«. Prilep je bio grad kraljevića Marka, legendarnog junaka srpskog junačkog pjesništva. A u memorijalnoj crkvi sv. Dimitrija u Sušici (općenito poznatoj kao Markov manastir, blizu Skoplja), autori fresaka portretirali su Marka u kraljevskom grimizu kako drži rog miropomazanog »novog Davida«. No dok na Kosovu odlučujuća albanska prisutnost i ustaljenje nadnjevaju od sloma srednjovjekovne Srbije, u Makedoniji je srpsko razdoblje bilo razmjerno kratko (svega 113 godina, od Milutinova osvojenja sjeverne Makedonije, 1282., do smrti Kraljevića Marka i Konstantina Dragaša, 1395.). I Grci i Bugari mogli bi tvrditi kako imaju dublje korijene tamo nego Srbi, ako bi upozoravali na mjesto Makedonije u Bizantskom i srednjovjekovnom Bugarskom carstvu znatno prije srpskih osvajanja (bugarska razdoblja sezala su otprilike od presijana do Samuilovih nasljednika, 836. – 1018., te ponovno, u razmacima, za vrijeme Drugog bugarskog carstva, oko 1197. – 1246. i od 1257. – 1277.). Freske u Markovu manastiru bile su označene srpskom i bugarskom recenzijom crkvenoslavenskog, ali i grčkim. Nije bilo fresaka koje bi prikazivale svetosavske svece. Bez obzira na ove višeznačnosti, nikad se nije ozbiljno sumnjalo u činjenicu da je slavensko pučanstvo Makedonije pripadalo istom jezičnom, povijesnom i kulturnom području kao i Bugari. Odlučujuća uloga sjeveroistoka u bugarskom preporodu 19. stoljeća i usvajanje istočnog bugarskog narječja kao osnove za bugarski književni jezik; isključenje Makedonije iz bugarske države odlukom svjetskih sila na Berlinskom kongresu (lipanj – srpanj 1878.), samo nekoliko mjeseci poslije njezina uključenja u Veliku Bugarsku na temelju Sanstefanskog mirovnog ugovora (3. ožujka 1878.). Ali unatoč svim tim naizmjeničnim događajima, ni jedan srpski promatrač prije kasnih 1860-ih godina nije doista ni pokušavao svojatati za Srbiju bilo što iz toga povijesnog gradiva. Stjepan Verković, posrbljeni Hrvat i bivši franjevački redovnik koji je prihvatio pravoslavno kršćanstvo i stupio u srbijansku službu u Makedoniji pod otomanskom vlašću, naslovio je svoju zbirku makedonskih narodnih pjesama (1860.) Narodne pesme makedonski Bugara, a u uvodu u toj zbirci upozorio je da je naslov izabrao iz sljedećeg razloga:
| »                  | Er danas kad by kogod makedonskog Slavenina zapitao: što si ty? s mesta by mu odgovorio: ja sam Bolgarin, a svoj jezyk zovu bolgarskim. [Dan-danas kada bi netko makednoskog Slavena upitao: »Što si ti?«, smjesta bi mu odgovorio: »Ja sam Bugar, a moj jezik zovu bugarskim.«] | « |
| – Stjepan Verković | |   |

Dr. Jovan Hadži-Vasiljević, etnograf iz Vranja, koji je 1890-ih godina Makedonijom proputovao uzduž i poprijeko, djelomično kao srbijanski konzularni službenik, obrazlagao je svoje tvrdnje ne toliko ustrajanjem na čisto srpskom karakteru Makedonije, koliko izlaganjem argumenata protiv njezine bugarske pripadnosti. Pišući 1909. o Kumanovskoj oblasti, zabilježio je
| »                        | Stanovništvo ove oblasti nije nikada imalo razvijenu svest o narodnosti. Ono ne zna ni za slavensku a još manje za bugarsku i makedonsku narodnost; ni imena mu ta nisu bila poznata; masa naroda ni danas to ne zna. Ali je stanovništvo znalo i, sve to jače, zna za svoju zajednicu sa Srbima, sa Srbijom i to je saznanje činilo da je se osećalo kao jedno isto i nerazdvojno sa srpskim narodom i Srbijom, samo što je sve to bilo još u stadijumu osećanja. | « |
| – Jovan Hadži-Vasiljević | |   |

Oni (Bugari) su narod bez mašte, a time neizbježno i bez umjetnosti i kulture. Prema Cvijićevim riječima, iz toga slijedi zaključak da u Makedoniji, „u kojoj su Bugari i Srbi uzastopce vladali, nema drugih spomenika osim manastira i crkava srpskog i vizantijskog porekla”. 
Vodeći srpski jezikoslovac Aleksandar Belić trudio se dokazati da su očite sličnosti u torlačkim govorima srpskoga i u makedonskim govorima plod srpske kolonizacije. Belić je spremno dopustio da je drevni jezik Slavo-Makedonaca, koji su Ćiril i Metod standardizirali u crkveno-staroslavenski, „taj jezik sa jezikom istočne Bugarske činio jedan bugarski prajezik”, ali je vjerovao da su srednjovjekovno uključenje Makedonije u srpsku državu i velika srpska kolonizacija promijenili jezičnu kartu makedonske zemlje:
| »                  | Kao rezultat takve kolonizacije javilo se posrbljivanje Makedonije. Da nije bilo turskog podvlašćenja, taj bi se proces, nesumnjivo, do kraja završio, a ovako je ostao nepotpuno završen. | « |
| – Aleksandar Belić | |   |

A niti je osobito važno što je Cvijić ozbiljno tvrdio kako bugarsko ime u Makedoniji ne označuje toliko nacionalnost koliko nižu društvenu klasu:
| »              | Reč Bugarin, gubeći… prvobitno etnografsko značenje, postala je u tursko vreme ime za stanovništvo ma koje narodnosti, čifčijsko, grubog života, koje se odalo teškom zemljoradničkom radu. | « |
| – Jovan Cvijić | |   |

Goce Delčev smatrao se Bugarinom. Neposredna posljedica diobe Makedonije bila je protubugarska kampanja u područjima koja su došla pod srpsku, odnosno grčku vlast. Srbi su protjerali egzarhijske svećenike i učitelje i zatvorili bugarske škole i crkve (čime je bila pogođena 641 škola i 761 crkva). Tisuće Makedonaca iselilo se u Bugarsku, pridruživši se još većoj rijeci iseljenika iz opustošene Egejske Makedonije, gdje su Grci zapalili Kukuš, središte bugarske politike i kulture, kao i veći dio Sera i Drame. Bugarski jezik (kao i makedonski govori) su zabranjeni, a njihova potajna uporaba bila je ismijavana ili kažnjavana kad bi bila otkrivena. O obnovi srpske vlasti 1918.: egzarhijsko svećenstvo i bugarski učitelji još su jednom bili istjerani, svi natpisi na bugarskom i knjige uklonjeni, svi bugarski klubovi, društva i organizacije raspušteni. Posrbljivanje obiteljskih imena nastavljeno je kao i prije rata, te su Stankovi postajali Stankovići, Atanasovi su ulazili u knjige kao Atanackovići. Poput Kosova, i Makedonija je bila u programu srpskog naseljavanja i unutrašnje kolonizacije. Vlasti su bile predvidjele da će u Makedoniju naseliti 50 000 obitelji, premda ih je doseljeno samo 4 200 u 280 naselja do godine 1940. Pa ipak, dok se Azema Bejtu slavi u socijalističkoj Albaniji i priznaje na Kosovu, ni u Bugarskoj ni u bivšoj Jugoslaviji nema ulice koja bi bila nazvana po imenu Todora Aleksandrova. Zamisao o posebnoj (slavenskoj) makedonskoj nacionalnosti nesumnjivo je imala svoje prethodnice prije 1930-ih godina, što nije nikakvo iznenađenje s obzirom na političku povijest Makedonije. Krste Misirkov (1874. – 1926.), „prvi tvorac jasne i zaokružene predodžbe, argumentirane i sustavne koncepcije o nacionalnom biću makedonskog naroda”, iznio je dokaze u prilog makedonske »nacionalne posebnosti« u svome radu Za makedonskite raboti (O makedonskim pitanjima, objavljenom u Sofiji, 1903.), ali je još uvijek držao da je makedonsko pitanje dio šireg bugarskog kompleksa, ako ni zbog kojeg drugog, onda zbog jezičnog razloga.
| »               | U rezoluciji, koju smo mi objavili u Makedonskom delu (glasilo VMRO) 1934. godine, zaključeno je da makedonska nacija postoji. | « |
| – Dmitar Vlahov | |   |

## Povijesna podloga
Počevši od Berlinskog kongresa 1878. godine, na kojem je Srbija dobila neovisnost, a Bugarska autonomiju, na području današnje Sjeverne Makedonije počinje intenzivna propaganda obje države među tamošnjim stanovništvom. Obje propagande su imale za cilj identifikaciju lokalnog stanovništva sa Srbima odnosno Bugarima. Jedan od vidova propagande bile su i stipendije kojima su budući intelektualci i budući viđeni ljudi postajali indirektni zagovornici jedne od strana. U sukob se umiješala i Grčka koja je preko carigradske patrijaršije (na čijem je čelu bio Grk) pokušala provesti helenizaciju.
Sukob se zaoštravao i krajem 19., a pogotovo u prvom desetljeću 20. stoljeća kada je prerastao u otvoreni sukob Komita (Srba i srpskih pristalica) i bugarskih pristalica koji se nesmanjenom žestinom vodio po selima i planinama širom današnje Sjeverne Makedonije. Poseban faktor činila je turska vlast koja je početkom 20. stoljeća nastojala svim silama istrijebiti pravoslavno stanovništvo u svojim zemljama i Arnauti (Albanci) koji su širom Kosova, Metohije, Raške pa tako i današnje Sjeverne Makedonije ubijali i pljačkali stanovništvo samo zato što je bilo pravoslavno na što je turska vlast gledala blagonaklono.

## Bugarska strana
Bugari svoju tezu baziraju na nekim povijesnim činjenicama (nacionalna svijest makedonskih preporoditelja iz 19. stoljeća i dr.) kao i na sličnostima bugarskog i onoga što se naziva makedonski jezik (oba jezika imaju analitičku strukturu, dakle nemaju padeže, i upotrebljavaju predloške konstrukcije i postpozitivne članove. Ipak i južnomoravski srpski dijalekti naginju analitizmu, a sličnu strukturu imaju i grčki, albanski i rumunjski, koji zajedno s makedonskim i bugarskim čine balkansku jezičnu grupu, ili Balkan Sprachbund).
Makedonci u Pirinskoj Makedoniji kao i u drugim krajevima Bugarske imaju bugarsku nacionalnu svijest (osim 1654 prema posljednjem popisu).
Bugarska propaganda traje i danas i ogleda se u davanju bugarskih putovnica državljanima Sjeverne Makedonije koji se izjasne kao Bugari i to dokažu. Bugarska putovnica predstavlja veliku pogodnost jer je Bugarska članica Europske unije što Sjeverna Makedonija nije pa ima mnogo pogodniji vizni režim.
Bugarska je predložila da se potpiše ugovor koji će jamčiti dobrosusjedske odnose dviju zemalja (na temelju Zajedničke izjave od 1999. godine), kako bi se omogućila podrška Bugarske za pristupanje Sjeverne Makedonije u Europsku uniju.

## Srpska strana
Srbi svoju tezu grade na činjenicama da je veliki dio stanovništva krajem 19. i početkom 20. stoljeća pod pritiskom Bugara i Turaka prestao slaviti slave (obilježje srpskog naroda) i promijenio završetke svojih prezimena iz »-ić« u »-ski« (npr. Ivanović je postalo Ivanovski). Po svjedočenjima Srba koje su protjerali bugarski i albanski fašisti za vrijeme Drugog svjetskog rata, komunistički funkcionar Lazar Koliševski, predsjednik Centralnog Komiteta Komunističke partije Makedonije, je 1947. godine spalio sve crkvene krštenice iz vremena Kraljevine Srbije i Kraljevine Jugoslavije i otpočeo s prekrštavanjem srpskog i grko-cincarskog stanovništva sa »-ić« u »-ski«.

## Komite i četnici
Srbija je organizirala na teritoriju današnje Sjeverne Makedonije i ubacivala (iz tadašnje Kraljevine Srbije) komitske čete s ciljem zaštite svog stanovništva od nasilništva Bugara, Turaka i Arnauta (Albanaca).
Bugarski revolucionar Vasil Levski napisao je u Bukureštu 1862. Sintagmu (Ustav) bugarskih gorskih četa (komita). Titoizam potiskuje termin četnik i nameće termin komit, komitski.
Drugi razlog zbog kojeg su srpski komiti 1906. godine promijenili naziv u četnici po nalogu majora Voje Tankosića jest činjenica da su i Srbi i Bugari imali iste epolete, po uzoru na ruske, i da su Srbi Stare Srbije vezivali termin komiti za Bugare i njihova zlodjela nad tamošnjim Srbima.

## Sukob pravoslavnih crkvi
Sukob između SPC i MPC nastao je zbog samoproglašenja autokefalnosti MPC koju nije potvrdila nijedna relevantna instanca u pravoslavnoj crkvi (Carigradska patrijaršija ili SPC) niti je priznaje ijedna druga pravoslavna crkva na svijetu. Proglašenje autokefalnosti izvedeno pod utjecajem određenih vladajućih struktura u ondašnjoj Jugoslaviji.

### Kronologija raskola
1945. godine, odmah nakon osnivanja Federativne Narodne Republike Jugoslavije dolazi do protjerivanja oca Jovana Cvijovića (termin koji se u pravoslavnom izražavanju naziva »očujavanje«). 
Godine 1963. dolazi do najave raskola od strane Josipa Broza Tita, saveznog ministra unutarnjih poslova Aleksandra Rankovića i predsjednika Vlade SR Makedonije Lazara Koliševskog.
Godine 1967. dolazi do formalnog rascjepa postavljenjem arhiepiskopa Dositeja,a nakon njegove smrti arhiepiskopa Mihaila na položaj arhepiskopa ohridskog.
Godine 2003. SPC predlaže autonomni status MPC u okviru SPC, što znači da sve ostaje po starom, ali da su vjernici i svećenstvo autonomne Ohridske, odnosno Ohridsko-prilepske Arhiepiskopije dužni u svakoj liturgiji spominjati ime patrijarha Pavla. Ovaj prijedlog prihvatio je jedino episkop vardarsko-veleški egzarh (grč. izaslanik) Jovan Vraniškovski (vladika Jovan). 
SPC je predložila MPC dogovor o vraćanju u kanonsko jedinstvo po kome je MPC zadržavala nadležnosti kao i do sada i ima poseban autonomni status unutar SPC, što bi u praksi značilo da sve ostaje kao i prije, ali je MPC na papiru u okviru SPC. MPC je ovu ponudu odbila, s izuzetkom vladike Jovana koji je prihvatio dogovor i vratio se u kanonsko jedinstvo sa SPC. Vladika Jovan je zbog toga izbačen iz MPC, a sredinom 2005. godine završio je u zatvoru.
Sukob SPC s MPC dio je velikosrpskog djelovanja SPC koja i dalje ustraje na tome da MPC promjeni svoje ime, tj. da izbaci riječ »makedonska«.

## Grčka strana
Grci negiraju stanovništvu Sjeverne Makedonije i njoj samoj upotrebu termina Makedonija, Makedonac i makedonski jezik jer je Makedonija naziv njihove povijesne države (Aleksandar Makedonski) i nema nikakve veze sa Slavenima koji su se tu naselili nekoliko stoljeća kasnije. Ovaj je spor riješen 2018. Prespanskim sporazumom kada je Republika Makedonija promijenila ime u Republika Sjeverna Makedonija.
Mora se istaknuti da je poznati srpski znanstvenik i veliki poznavatelj geografije i naroda Balkanskog poluotoka Jovan Cvijić, smatrao da ni Srbi ni Bugari nisu u pravu, nego da je stanovništvo na teritoriju današnje Sjeverne Makedonije zasebna grupa unutar Južnih Slavena.